# 動物園道64號
《動物園道64號》 （英語：64 Zoo Lane）是一部由比利時出生的英國作家安·佛姆鲍特(An Vrombaut)創作的兒童動畫系列。該系列由法國動畫工作室 Millimages 與英國的 Zoo Lane Productions 聯合製作，並與 德國電視二台 和 ZDF Enterprises（第1-2季）合作。La Cinquième(現名:法國電視五台)、The Itsy Bitsy Entertainment Co.（第2季）、Sofica Cofanim 和 CBeebies（第3-4季）也參與了製作，其中 法國電視五台（第3季）和法國電視台（第4季）提供了支持。
該系列於1999年至2003年間播出前兩季。經過七年的暫停後，該系列於2010年回歸，並於2月6日播出了第三季。最後一季（第四季）則於2012年至2013年間播出，隨後該系列結束。總共製作了104集。

## 概要
該系列講述了7歲的小女孩露西（Lucy）的故事，她住在動物園道64號，动物园的隔壁。每晚，露西會向媽媽道晚安後，偷偷溜進動物園，聽她的動物朋友們講故事。主要角色包括長頸鹿喬治娜（Georgina）、大象納爾遲（Nelson）、猴子蒂克爾斯（Tickles）和吉格爾斯（Giggles）、熊博里斯（Boris）以及河馬莫莉（Molly）。這些角色來自不同的地方，講述的故事也各不相同。例如，露西曾聽說在北極有隻孤單的北極熊希望找到朋友，也聽過在非洲有隻大象發明了一個雖然自己喜歡但卻讓周圍朋友感到困擾的遊戲，還有在北非有隻長相奇特的河馬離開家鄉，去沙漠和叢林冒險的故事。動物們不僅帶給露西動人的故事，也為她打開了一扇瞭望世界的窗戶，讓她看到世界各地的不同面貌。
該節目強調友誼和責任。在故事結尾時，會討論友善的道德觀，然後宣布就寢時間。喬治娜會通過臥室窗戶將露西送上床（後來的劇集展示了露西打哈欠後安穩入睡；在最初的劇集中，她則會在講故事的過程中入睡）。該節目提供學習機會：透過角色語音的語調和表達來探索語言和詞彙，動物故事的主題則支援社會和情感問題，包括友誼和關懷他人。節目的創作者安·佛姆鮑特（An Vrombaut）還基於該節目的故事撰寫並插畫了六本《動物園道64號》的圖畫書。

## 創作背景
《動物園道64號》的靈感來源於導演安·佛姆鮑特（Ann Fombuaut）的童年回憶與她對動物的熱愛。安·佛姆鮑特於1967年出生於比利時，曾在比利時皇家美術學院學習動畫，並師從著名動畫大師勞爾·瑟瓦斯（Raoul Servais）。完成學業後，她搬遷至英國倫敦繼續深造，並展開她的動畫創作生涯。
她的首部動畫短片《小狼》（Little Wolf，1992年）在安錫國際動畫影展上榮獲最佳影片獎，這部作品為她在動畫界奠定了基礎。隨後，她於1996年製作了第二部動畫短片《長大後我想變成老虎》（When I Grow Up I Want to Be a Tiger），該片不僅獲得賓士美術基金會的資助，還入圍了柏林影展，並獲得英國電影和電視藝術學院獎（BAFTA）提名。
1993年，安·佛姆鮑特開始構思動畫《動物園道64號》，這部作品的靈感源自她在比利時的童年經歷以及與寵物的相處。該動畫於1998年開始製作並推出，隨即在英國獲得廣泛關注，並獲得英國動畫獎最佳學齡兒童動畫獎。《動物園道64號》迅速成為英國著名的兒童動畫節目，並在全球多個國家廣泛播出。
動畫的成功促使安·佛姆鮑特出版了首本繪本《老虎》，並以《動物園道64號》的角色為基礎，陸續出版了14本繪本，這些作品受到各年齡層讀者的喜愛，被翻譯成多種語言，在全球範圍內廣泛發行。
安·佛姆鮑特表示，《動物園道64號》的動物園靈感來自比利時的安特衛普動物園（Antwerp Zoo）。此外，《動物園道64號》中的角色長頸鹿喬吉娜最初是一個紙糊模型，這個角色後來成為動畫中的主要角色之一，並深受觀眾喜愛。喬吉娜的成功鞏固了安·佛姆鮑特在動畫界的重要地位。

## 概覽
| 季數   | 集数   | 集数   | 首播日期       | 首播日期      |
| 季數   | 集数   | 集数   | 首映           | 季终          |
| ------ | ------ | ------ | -------------- | ------------- |
| 試播集 | 試播集 | 試播集 | 1994年4月13日  | 1994年4月13日 |
| 1      | 26     | 26     | 1999年2月18日  | 2001年4月15日 |
| 2      | 26     | 26     | 2001年4月22日  | 2003年3月24日 |
| 3      | 26     | 26     | 2010年2月6日   | 2011年3月3日  |
| 4      | 26     | 26     | 2012年10月28日 | 2013年2月28日 |

## 人物

### 主要人物
- 露西（由Ciara Janson配音，后来是 Alice Hearing，后来是Lara Wollington ）——金色短髮的 7 歲小女孩，每晚和母親說晚安後，便會偷偷和長頸鹿一起到動物園裡聽故事。動物們總是爭著向她分享自己的故事，她既可愛又淘氣。[9][10]
- 长颈鹿乔吉娜（Megg Nicol配音）——一只长着蓝色圆点的长颈鹿。
- 尼尔森大象（基思威克姆配音） - 一头绿色的大象，有一个名叫奈杰尔的侄子。
- 河马莫莉（安娜·本廷克配音）——蓝色河马。
- 猴子呵呵和癢癢（Megg Nicol and Dian Perry）——两只顽皮的恶作剧猴子，尽管它们的恶作剧有时会引起麻烦。
- 熊鲍里斯（刘易斯麦克劳德配音）

### 非洲人物
- 羚羊娜塔莉（由 Dian Perry 配音）——一隻喜歡跳舞和跳躍的羚羊。
- 鴕鳥奧黛麗（Dian Perry）——一隻非常聰明的鴕鳥，經常為其他動物提供建議。
- 狮子雷金纳德（ Lewis McLeod 配音）——一只打盹经常被打扰的狮子。虽然不打盹，但经常看到他舔骨头。
- 啄啄鳥（由 Bob Saker 配音）——一种绿色的鸟，住在山顶。
- 蛇王（基思·威克姆配音）
- 鳄鱼维克多（基思·威克姆（Keith Wickham）配音）——一只脾气暴躁的鳄鱼，行为残忍，但内心深处他关心他人。
- 鳄鱼凯文（丹·拉塞尔配音）——一只年轻的鳄鱼，是托比和多丽丝的朋友。他有一个非常正常的男性声音，并用 Gain Southern Drawl 说话。
- 鴨子桃樂絲（由 Adrienne Posta 配音）——一只年轻的鸭子，是凯文和托比的朋友。她非常乐于助人，但她也可能有点专横。
- 烏龜陶比（由 Bob Saker 配音）——一只蓝色的乌龟，因为行动缓慢而有点自我意识。
- 火烈鸟伊莎贝尔（艾德丽安·波斯塔配音）
- 火烈鸟米拉贝尔（安娜·本廷克配音）
- 火烈鸟安娜贝尔（安娜·本廷克配音）
- 疣猪赫伯特（Keith Wickham配音）——一只喜欢西瓜的疣猪。他是一位伟大的音乐家，喜欢在泥里洗澡。
- 斑馬查德（由Lewis McLeod 配音）——跑得非常快的斑马。
- 艾倫土豚（由 Keith Wickham 配音）——一种通常被视为吃蚂蚁的土豚。
- 犀牛罗纳德（基思·威克姆配音）——一头喜欢把石头打成碎片的犀牛。
- 嘀嘀鳥（由 Bob Saker 配音）——一只色彩斑斓的鸟，是 Ronald 最好的朋友。
- 韋弗鳥威廉（由 Bob Saker配音）——一种经常被看到筑巢的鸟。
- 鹈鹕宝琳（Adrienne Posta配音）——一只喜欢鱼的鹈鹕。她有点笨拙，但也非常友善和友善。
- 小象奈傑爾（安娜·本廷克配音）
- 鬣狗哈利（刘易斯·麦克劳德配音）
- 鬣狗埃德娜（Adrienne Posta 配音）
- 鬣狗幼崽 霍莉 和 約翰尼（由 Anna Bentinck 和 Bob Saker 配音）
- 鸛西莫（由Jonathan Guy Lewis 配音）——一只飞得很快的鹳。
- 河马埃迪（刘易斯麦克劳德配音）——一只年轻而淘气的河马。
- 長毛河馬海琳艾塔（由 Anna Bentinck 配音）——一只毛茸茸的河马，是 Molly 的亲戚之一。
- 克娄巴特拉“Patsy”豪猪（安娜·本廷克配音）
- 变色龙卡斯帕——（由马特·威尔金森配音）——卡斯帕是一只厚脸皮的变色龙，喜欢伪装。他无视变色龙爷爷的警告，惹上了麻烦。
- 变色龙爷爷（基思·威克姆配音）
- 单峰骆驼丹尼斯（英文配音:基思·威克姆；中文配音:周學禮 （页面存档备份，存于））——一只好奇的年轻单峰骆驼。
- 单峰骆驼加里（刘易斯麦克劳德配音）——丹尼斯的叔叔。
- 戈登大猩猩 博士（由 Keith Wickham 配音）- 戈登大猩猩博士是在非洲的医生，也是挠痒痒和咯咯笑的叔叔。
- 愛斯梅拉達蛇（由 Adrienne Posta 配音）——一条收集贝壳的蛇，喜欢把所有东西都弄干净。
- 表弟轻笑猴子（刘易斯麦克劳德配音）
- 鸵鸟莉莉（Adrienne Posta 配音）——一只年轻的鸵鸟，奥黛丽的女儿。
- 鸵鸟杜格尔（安娜·本廷克 配音）——一只年轻的鸵鸟，奥黛丽的儿子。
- 犀牛罗西（安娜·本廷克配音）
- 鹦鹉佩图拉（阿德里安娜·波斯塔 配音）

### 北美人物
- 駝鹿梅蘭妮（由 Adrienne Posta 配音）——一只长着鹿角的雌性驼鹿。她很笨拙，但很善良。
- 海狸贝弗利（Anna Bentinck 配音）——一只经常试图完善她的母亲的海狸。她说话带有美国口音。
- 浣熊兰道夫（丹·拉塞尔配音）——一只长蘑菇的浣熊。他说话带有Gain Southern Drawl 口音。
- 野牛芭芭拉（Anna Bentinck 配音）——一只小野牛是她的家人。
- 花栗鼠 Alfie 和 Charlie（由 Bob Saker 和 Matt Wilkinson 配音）
- 先生和夫人。 Bison（由 Anna Bentinck 和 Dan Russell 配音）——芭芭拉的父母。

### 南美人物
- 犰狳亚当（Keith Wickham 配音）——一只喜欢滚动的犰狳。
- Jazz the Jaguar（丹·拉塞尔配音）
- Leopoldo the Llama（刘易斯麦克劳德配音）
- 巨嘴鸟塔可（未知配音）
- 蟒蛇安妮（未知配音）
- 懒惰的达德利（鲍勃·萨克配音）
- 神秘山奇奇奎泽尔（未知配音）
- 巨嘴鸟塔卢拉（未知配音）

### 澳大利亚人物
- 袋鼠乔伊（Keith Wickham配音）——一只年轻的袋鼠，在学习跳跃时遇到困难，但最终学会了跳跃。
- 袋鼠吉米（刘易斯·麦克劳德和马特·威尔金森配音）——一只小袋鼠，曾经欺负过乔伊，但后来他们成了朋友。
- 袋鼠珍妮特和猫王（未知配音）
- 袋鼠珍妮丝（Adrienne Posta 配音）
- 袋熊沃利（基思·威克姆配音）
- 鸭嘴兽先生（刘易斯·麦克劳德配音）
- 袋鼠朱莉（未知配音）
- Ribbit the Frog（未知配音）
- 考拉菲比（Adrienne Posta 配音）——一只年轻的考拉，是吉米和乔伊的朋友。她非常害羞和自我意识。
- 凤头鹦鹉嘉莉（阿德里安·波斯塔配音）

### 北极人物
- 北极熊斯诺伯特（丹·拉塞尔配音）——一只北极熊，是鲍里斯的北方表弟。在遇到海豹西德尼之前，他一直一个人生活。他喜欢制作冰雕。
- 海豹西德尼（基思·威克姆配音）——与斯诺伯特成为朋友的海豹。

### 海外人物
- 小海雀杰米（安娜·本廷克配音）
- 海雀 Thomas、Sharon 和 Lewis（由 Lewis McLeod（饰演 Thomas）、Bob Saker（饰演 Lewis）和 Anna Bentinck（饰演 Sharon）配音）
- 海象大力神胡子（未知配音）
- 鲸鱼塞尔玛（安娜·本廷克配音）
- 海鸥贡纳尔（丹·拉塞尔配音）
- 大爪蟹杰克（未知配音）

### 亚洲人物
- 大熊猫宝宝（未知配音）
- 山羊格蒂（未知配音）
- 仙鹤卡桑德拉（安娜·本廷克配音）
- 野兔贺拉斯（基思·威克姆配音）
- 迷惑我们的鲤鱼（未知配音）

## 播送
該系列已在英國的BBC、 CBeebies、迪士尼频道播出。國際上，该系列在福斯家庭電影頻道(英文Fox Family)（现为Freeform）、美国的Noggin和環球兒童臺 、澳大利亚的ABC兒童頻道和法国的法國電視五台播出。在加拿大，TFO仍在播放。此外，該系列也在台灣的momo親子台播放。
2012 年 4 月 26 日， 英國廣播公司商業分支有限公司从Millimages手中獲得了該系列在法國以外地區的全球許可權。

### 法國
該系列的 DVD 已由法國電視台(法文:France Télévisions Distribution)（通過華納家庭錄影公司）和Millimages（通過派拉蒙家庭娛樂公司）等公司發行。

### 英國
英國BBC電視台的《動物園道64號》是該台最受歡迎的兒童節目之一。該節目曾榮獲英國最佳學齡前兒童類別動畫獎。華特迪士尼家庭娛樂公司原定計劃於2001年發行該節目的VHS版本，但該計劃由於未知原因被取消。
2004年，Maverick Entertainment 與 Millimages 簽署了英國家庭影像媒體協議，並發行了該系列的三部VHS/DVD。
2013年8月26日，Abbey Home Media發行了一張名為“叢林球的故事”的DVD，其中包含第四季的九集。

### 美國
在美國，這個系列被重新配音為美式英語，並於1999年作為Fox Family Channel短暫節目《It's Itsy Bitsy Time!》的一部分播出。隨後，該系列於2005年在Noggin頻道首播，並於2012年在Sprout頻道播出，播映一年後結束。2008年至2009年間，PorchLight Home Entertainment發行了三部該系列的DVD，每部DVD包含8集劇集。